# Iwama (Ibaraki)
Iwama (岩間町  : Iwama-machi) je gradić (jap. kunyomi: kanji 町, hiragana まち, romaji: machi ; onyomi: kanji 町, hiragana ちょう, povijesna kana ちやう, romaji chō) u Japanu, smješten 100 km sjeveroistočno od Tokija, u središtu prefekture Ibaraki. Iwama je pripojena gradu Kasami 2006. godine.

## Vanjske poveznice
- Official website na japanskom
- Homepage of the Aikikai Foundation Ibaraki Branch Dojo (Ueshiba Moriteru)
- Iwama Shin-Shin Aiki Shuren-kai Shin-Shin Aiki-juku   Arhivirana inačica izvorne stranice od 6. ožujka 2012. (Wayback Machine)(Hitohiro Saito)